# 京都光華女子大学
京都光華女子大学（きょうとこうかじょしだいがく、英語: Kyoto Koka Women's University）は、京都府京都市右京区に本部を置く日本の私立大学。

## 概観

### 大学全体
真宗大谷派（東本願寺）の仏教系女子大学。創立者は香淳皇后の妹で、東本願寺第24代門主夫人大谷智子。付属中学高等学校が毎年「七夕きらきら祭り」を催しているが、大学・短期大学部で七夕の催し物を行いたいとの声が学生から上がり2004年（平成16年）からクラブ・サークル活動の発表の場として、「七夕きらきら祭り」を行っている。2006年（平成18年）4月から大学HP内でクラブ・サークル活動の様子をブログで公開している。クラブでは京都府にある大学の中で唯一「煎茶部」を設置している。

## 沿革

### 年表
- 1939年（昭和14年）9月15日 - 財団法人光華女子学園設立認可、光華高等女学校設置認可
- 1940年（昭和15年）4月1日 - 光華高等女学校開設
- 1944年（昭和19年）3月11日 - 光華女子専門学校開設。数学科・生物科・保健科を設置
- 1947年（昭和22年）
  - 4月1日 - 学制改革により光華中学校開設（光華高女より）
  - 10月10日 - 光華女子専門学校保健科を生活科に改称
- 1948年（昭和23年）4月1日 - 学制改革により光華高等学校開設（光華高女より）
- 1950年（昭和25年） - 光華女子専門学校を光華女子短期大学に移行。文科、家政科を設置
- 1951年（昭和26年）2月28日 - 学校法人光華女子学園設立認可
- 1954年（昭和29年）4月17日 - 光華衣服専門学院開設
- 1964年（昭和39年）4月1日 - 光華女子大学開設。文学部日本文学科、英米文学科を設置（短期大学文科を移行）
- 1965年（昭和40年）4月1日 - 光華幼稚園開設
- 1968年（昭和43年）4月1日 - 光華小学校開設
- 1987年（昭和62年）4月1日 - 短期大学家政科に生活科学専攻と生活文化専攻を設置
- 1991年（平成3年）4月1日 - 真宗文化研究所、情報教育センター開設
- 1993年（平成5年）4月1日 - 短期大学家政科を生活学科に改称
- 1994年（平成6年）
  - 4月1日 - 大学文学部に人間関係学科を開設
  - 11月22日 - 光華衣服専門学院廃校
- 1995年（平成7年）4月1日 - 短期大学生活学科に4専攻（栄養専攻、食生活専攻　等）を設置
- 1997年（平成9年）4月1日 - 短期大学生活学科に栄養専攻を設置
- 1998年（平成10年）4月1日 - 光華女子大学大学院開設。文学研究科日本語日本文学科、英語英米文学科（修士課程）を設置
- 2000年（平成12年）4月1日 - 光華女子短期大学生活学科を光華女子短期大学部生活環境学科に改称。光華女子大学文学部日本文学科を日本語日本文学科に、英米文学科を英語英米文学科に改称。
- 2001年（平成13年）4月1日 - 大学文学部人間関係学科を人間関係学部人間関係学科に改組。また、各校の校名を以下のように変更
  - 光華女子大学大学院→京都光華女子大学大学院
  - 光華女子大学→京都光華女子大学
  - 光華女子大学短期大学部→京都光華女子大学短期大学部
  - 光華高等学校→京都光華高等学校
  - 光華中学校→京都光華中学校
- 2002年（平成14年）4月1日 - 短期大学部生活環境学科の栄養専攻、食生活専攻を改組し、大学人間関係学部に人間健康学科を設置
- 2003年（平成15年）4月1日 - 大学人間関係学部に社会福祉学科を設置
- 2004年（平成16年）4月1日 - 大学院に人間関係学研究科（修士課程）を設置。京都光華女子大学カウンセリングセンター開設
- 2005年（平成17年）4月1日 - 京都光華女子大学エクステンションセンター開設。
- 2006年（平成18年）
  - 4月1日 - 短期大学部生活環境学科をライフデザイン学科に改組。また、短期大学部にこども保育学科を設置
  - 大学HP内にブログを開設しクラブ・サークル・ゼミ活動の様子を公開。
- 2008年（平成20年）4月1日 - 大学人間関係学部を人間科学部（人間関係学科臨床心理専攻、心理学専攻、メディア情報専攻）に、大学文学部英語英米文学科を国際英語学科に、大学人間健康学科を健康栄養学科に改称。
- 2010年（平成22年）4月1日 - 大学の文学部、人間科学部を改組。人文学部、キャリア形成学部、健康科学部を設置し、以下の学科を設置。
  - 人文学部に文学科（日本語日本文学専攻、国際英語専攻）、心理学科
  - キャリア形成学部にキャリア形成学科
  - 健康科学部に健康栄養学科
- 2011年（平成23年）
  - 4月1日 - 大学健康科学部に看護学科を設置
  - 7月1日 - 大学院文学研究科（日本語日本文学専攻、英語英米文学専攻）の学生募集を停止
- 2013年（平成25年）4月1日 - 大学健康科学部の健康栄養学科に健康スポーツ栄養専攻を設置
- 2014年（平成26年）
  - 4月1日 - 大学人文学部を改組し、健康科学部に医療福祉学科（社会福祉専攻・言語聴覚専攻）、心理学科を開設（文学科は学生募集停止）
  - 4月1日 - 大学院人間関係学研究科心理学専攻は心理学研究科臨床心理学専攻に名称変更
- 2015年（平成27年）
  - 4月1日 - 短期大学部こども保育学科を改組し、こども教育学部こども教育学科を開設
  - 4月1日 - 大学院看護学研究科看護学専攻を設置

## 基礎データ

### 所在地
- 京都市右京区西京極葛野町38

## 教育および研究

### 組織

#### 学部
- こども教育学部
  - こども教育学科
    - 学校教育コース
    - 幼児教育コース
- 健康科学部
  - 医療福祉学科（2024年4月学生募集停止）
    - 社会福祉専攻
    - 言語聴覚専攻

  - 心理学科
  - 健康栄養学科
    - 管理栄養士専攻
    - 健康スポーツ栄養専攻

  - 看護学科（2024年4月学生募集停止）
- キャリア形成学部
  - キャリア形成学科
- 看護福祉リハビリテーション学部（2024年4月開設）
  - 看護学科
  - 福祉リハビリテーション学科
    - 作業療法専攻
    - 言語聴覚専攻
    - 社会福祉専攻
- 短期大学部
  - ライフデザイン学科

#### 研究科
- 看護学研究科
  - 看護学専攻（修士課程）
- 心理学研究科
  - 臨床心理学専攻（修士課程）

#### 専攻科
- 助産学専攻科（1年課程）（2018年4月開設）

## 施設

### キャンパス
- 交通アクセス[1]：
  - 阪急京都本線「西京極駅」下車、徒歩約7分。
  - 京都市営バス、京都バス、京阪京都交通「光華女子学園前」下車。
  - 京阪本線七条駅～京都駅八条口～京都リサーチパーク前（JR西日本嵯峨野線丹波口駅）～学園の4拠点を結ぶシャトルバス「Flower Line（フラワーライン）」を運行している。併設する小学校から大学までの児童・ 生徒・学生・教職員が利用できる。

## 対外関係

### 地方自治体との協定
- 右京区大学地域連携に関する協定（2011年締結）[2]
  - 京都市右京区
- 京都市と京都光華女子大学・京都光華女子大学短期大学との包括連携協定（2023年締結）[3]
  - 京都市

### 他大学との協定

#### 国際・学術交流等協定校
- カナダ
  - リジャイナ大学（サスカチュワン州）
- アメリカ合衆国
  - ショーワ・ボストン・フォー・ランゲージ・アンド・カルチャー（昭和ボストン）（マサチューセッツ州・ボストン市）
  - ニューメキシコ大学（ニューメキシコ州・アルバカーキ）
  - ポートランド州立大学（オレゴン州・ポートランド）
  - ブエナビスタ大学（アイオワ州・ブエナビスタ郡）
  - ハワイ・パシフィック大学（ハワイ州・ホノルル市）
- イギリス
  - グロスタシャー大学（イングランド・グロスタシャー）
  - ニューカッスル大学 （タイン・アンド・ウィア州・ニューカッスル・アポン・タイン）
- オーストラリア
  - スウィンバーン工科大学（ビクトリア州・メルボルン）
  - セントラルクイーンズランド大学（クイーンズランド州・ロッカンプトン）
- ニュージーランド
  - リンカーン大学
- 韓国
  - 蔚山科学大学（en:Ulsan College、）
  - 南海大学（en:Gyeongnam Provincial Namhae College、ko:경남도립남해대학）
  - セハン大学（en:Sehan University、ko:세한대학교）
- 台湾
  - 東呉大学

### 関係校
真宗大谷派学校連合会加盟校の一つ。
- 大谷大学
- 大阪大谷大学
- 同朋大学
- 名古屋造形芸術大学
- 名古屋音楽大学
- 愛知文教大学
- 愛知新城大谷大学

## 附属学校
- 京都光華中学校・高等学校（女子のみ）
- 光華小学校（共学）
- 光華幼稚園（共学）